# 米兰 (俄亥俄州)
米兰（Milan）是位于美国俄亥俄州伊利县和休伦县的一个村庄。根据美国人口调查局2000年统计，共有人口1,445人，其中白人占98.13%。
发明家、实业家托马斯·爱迪生于1847年2月11日在此出生。